# Pristionchus
Pristionchus är ett släkte av rundmaskar. Pristionchus ingår i familjen Diplogasteridae.